# Provenance
Provenance staat voor de herkomst van een voorwerp of meer specifiek: de historie van eigendom en bezit van een voorwerp en de documenten en registraties die hierop betrekking hebben. Met name bij veilingen en museumcollecties is de provenance van belang. De provenance is dan een waarborg voor de authenticiteit en/of de kwaliteit van het voorwerp. 

## Kunst en antiek
Bij voorwerpen van kunst en antiek kan de provenance van grote invloed zijn op de waarde. Enerzijds kan de provenance fungeren als indicatie van kwaliteit en als garantie van echtheid; anderzijds kan de herkomst extra waarde aan een voorwerp geven, zoals kledingstukken van popsterren en juwelen van koningen en keizers.

## Etnografie
Als etnografische voorwerpen jarenlang in een museum hebben gestaan, dan is dat doorgaans een garantie voor echtheid, kwaliteit en leeftijd. Het is van belang om zeker te weten dat bepaalde beelden zijn gemaakt vóórdat moderne invloeden zich hebben doen gelden. Voor etnografica uit Afrika wordt vaak 1960 als grens gehanteerd (dekolonisatie). Voorwerpen die al 100 jaar deel uitmaken van een museale collectie kunnen als toetssteen dienen voor spullen die recenter uit Afrika komen of waarvan de provenance onduidelijk is.

## Archeologie
Archeologische vondsten zijn vaak gescheiden van de archeologische vindpaats. Bovendien is die vindplaats bijna per definitie verstoord door archeologische activiteiten. Dan is het van belang wie wanneer een object heeft opgegraven en wanneer dat in een bepaalde collectie is opgenomen. In musea en andere wetenschappelijke verzamelingen wordt meestal nauwkeurig de herkomst geregistreerd als een voorwerp in de collectie wordt opgenomen.

## Computeronderdelen
Zelfs bij moderne voorwerpen zoals computeronderdelen kan de provenance van belang zijn, om zeker te weten dat men originele onderdelen van een bepaald merk in handen krijgt. 

## Geologie
In de geologie wordt de term provenance anders gebruikt, namelijk in de algemene betekenis van herkomst van een object in de grond. Een steen die in de grond wordt gevonden is daar door geologische processen terechtgekomen; een steen kan bijvoorbeeld naar beneden zakken en houdt dan verband met een bovenliggende laag. Het sediment dat door een rivier ergens neergelegd wordt is afkomstig uit een bepaald bovenstrooms gebied, het herkomstgebied.